# Paschensee
Der Paschensee ist ein See im äußersten Nordwesten des Gemeindegebietes Plau am See im Landkreis Ludwigslust-Parchim in Mecklenburg-Vorpommern. Es grenzt am gesamten Südufer an das Gemeindegebiet Neu Poserin und liegt unweit östlich des Neu Poseriner Ortsteiles Wooster Teerofen.
Der wenig gegliederte See ist nierenförmig ausgeprägt. Er entstand als Toteisform im Rahmen der letzten Eiszeit. Er liegt eingebettet in eine Sanderlandschaft, die sich aufragend um den See erhebt und reicht bis in die darunter liegende Grundmoräne des Frankfurter Eisvorstoßes. In den 1930er Jahren wurden Karpfen und Aale in den See eingesetzt. Die fischereiliche Nutzung endete im Jahr 1985 mit Abfischung des Sees und gilt seitdem als fischarm.
Der mesotroph-kalkarme See ist ungefähr 1100 Meter lang und bis zu 582 Meter breit. Das Seeufer ist komplett bewaldet.
Der See liegt vollständig im Naturschutzgebiet Paschensee und im Naturpark Nossentiner/Schwinzer Heide.